# Mak Teduh
Mak Teduh is een bestuurslaag in het regentschap Pelalawan van de provincie Riau, Indonesië. Mak Teduh telt 2139 inwoners (volkstelling 2010).